# Минесота вајкингси
Минесота вајкингси (енгл. Minnesota Vikings) су професионални тим америчког фудбала са седиштем у Минеаполису у Минесоти. Клуб утакмице као домаћин игра на стадиону Хјуберт Х. Хамфри метродом. Наступа у НФЦ-у у дивизији Север. Клуб је основан 1961. и до сада није мењао назив.
„Вајкингси“ су 1969. били прваци НФЛ-а. Маскота клуба је Викинг „Рагнар“.